# Sigfox
Sigfox是法国的網路公司，在2010年成立，利用无线网络連接低功率設備（例如電度錶及智能手表），這些設備需要持續性的連線，會送出小量資料。
Sigfox總部在法國圖盧茲附近的拉贝格，有375名員工。Sigfox在马德里、旧金山、悉尼和巴黎也有辦公室。

## 技術
Sigfox使用差動二位元相位偏移調變（DBPSK）及頻率偏移調變（GFSK），利用工業、科學及醫療用的ISM频段通訊，在歐洲是868MHz，美國是902MHz。其使用的訊號可以遠距傳送，也可以通過固體媒介傳播，稱為Ultra Narrowband，需要能量也很少，也稱為LPWAN。網路是以one-hop的网络拓扑，需要mobile operator來處理所產生的網路流量。信號也可以覆蓋很大的區域，並且深達地下。至2018年10月為止，Sigfox IoT網路已經覆蓋了50個國家的4200萬平方公里的面積。
有許多LPWAN產業的公司是Sigfox的合作夥伴，例如德州仪器、Silicon Labs及安森美。ISM頻段支援有限量的雙向通訊。目前已有的Sigfox通訊標準可以支援每天140個上傳訊息，每一個的酬載為12八位元組，通訊速度可以到每秒100位元。

## 外部連結
- 官方网站